# Мы с Италией
Мы с Италией (итал. Noi con l'Italia; NcI) — итальянская правоцентристская партия.
Первоначально это был избирательный список, сформированный в конце 2017 года при участии различных правых и центристских партий.

## История
На парламентских выборах в 2018 году партия участвовала в правоцентристской коалиции и поддерживала Сильвио Берлускони на пост премьер-министра, будучи вместе с «Вперёд, Италия» частью умеренного крыла коалиции. Самостоятельно на тех выборах партии удалось провести четырёх депутатов в одномандатных округах и четырёх сенаторов, а на уровне республики «Мы с Италией» набрали всего 1,3 % голосов.
В 2019 году партия участвовала в европейский выборах в составе Европейской народной партии.
На выборах в 2022 году «Мы с Италией» стали сооснователем коалиции «Мы умеренные». Список набрал 0,91 % на выборах в Палату депутатов и 0,89 % — в Сенат, сумев избрать 9 кандидатов в одномандатных округах. 

## Идеология
Основными направлениями внутри партии являются либеральный консерватизм и христианская демократия, однако в её структуре существуют также социально-консервативная и либеральная фракции. 
«Мы с Италией» выступают за смешанную систему здравоохранения, в которой остаётся выбор между государственной и частной медициной. Партия считает необходимым снижение налогового бремени, выступает за реформу закона о рабочих местах, развитие цифровизации и поддержку малого и среднего бизнеса. 
Выступала с поддержкой Украины в ходе российско-украинского конфликта.